# Melchior Bauer
Melchior Bauer (* 19. Oktober 1733 in Lehnitzsch bei Altenburg; † nach 1770) war ein deutscher Luftfahrtpionier.

## Leben und Werk

Deckblatt von Bauers Flugzeughandschrift (1982)

Bauer war der Sohn des Handfronbauern Hans Bauer und dessen Frau Maria, geborene Linke, und erlernte den Beruf eines Gärtners. Er war fromm und verbrachte seine freie Zeit mit dem Studium der Bibel. Aus dort geschriebenen Zitaten schloss er, dass es des Menschen Bestimmung sei, Herrscher über die drei Elemente Erde, Wasser und Luft zu sein:

„Denn es ist des gerechten Gottes Rath, das Wir Menschen sollen drey Wege gehen; nemlich, auf Erde, Wasser, und Luft: Sein Wort ist uns zeugniß genug, und auch die Creaturen und thiere auf Erden: Solten denn die dummen Flügen, mücken, und Heuschrecken, einen ewigen Vorzug, vor vernünftigen menschen und Kindern Gottes haben? Sind denn die menschen nicht so viel Werth, als die „Raben“, gänse, schwane, und störche? Solten denn mit Gottes Hülfe, dem menschen solche Dinge nicht auch möchlich seyn, so Wohl als über Das Wasser zu fahren? Denn Gleich Wie uns Gott instrumente gegeben hat, über das Wasser zu fahren, also kan er uns auch instrumente geben, in der Luft zu gehen: Denn er ist mächtig und Weise genung dar zu“

Melchior Bauer beschreibt in seiner anschließend verfassten 15-seitigen Flugzeughandschrift von 1765 (1921 im thüringischen Staatsarchiv Greiz wiederentdeckt), veranschaulicht durch Konstruktionszeichnungen, ein Gleitflugzeug. Der technische Aufbau seines „Gnadenstuhls“ (der durch Gottes Gnade den Menschen fliegen lassen kann) wird detailliert beschrieben. Er verfügt über einen großen starren Flügel, „Himmel“ genannt, mit V-Stellung und kleinen beweglichen Schlagflügeln. Die Form der etwa 25 m² großen Tragfläche bestand aus einem rechteckigen Rahmen aus Tannenholzleisten und Holmen und Rippen. Auf der Unterseite sollte er eine Bespannung aus Seide, später sah Bauer zur Verringerung der Kosten Papier vor, erhalten. Die Festigkeit der Konstruktion sollte durch eine ausgeklügelte Verspannung aus Messingdrähten und Spanntürmen geleistet werden. Interessanterweise wurde dieses Verspannungssystem in den Anfangszeiten der Fliegerei vor dem Ersten Weltkrieg genutzt, obwohl Melchiors Schrift zu diesem Zeitpunkt noch verschollen war.
Melchior Bauer ging kurz nach Beendigung des Siebenjährigen Krieges 1763 nach England, um beim dortigen König Georg III. Geld für den Bau seines geplanten Flugapparats zu erbitten, wurde jedoch erst gar nicht vorgelassen. Anschließend richtete er ein entsprechendes Schreiben an den preußischen König Friedrich II. und wurde ebenfalls abgewiesen. So schickte er seine „Flugzeughandschrift“ 1767 an Graf Heinrich XI. von Reuß-Greiz, der aber weder das Skript zurücksandte noch dessen Eingang registrierte. So verschwand Bauers Schrift in den Greizer Archiven und kam erst 1921 im Archiv des Oberen Schlosses von Greiz wieder zu Vorschein. Im Jahr 1924 gab das Thüringer Staatsarchiv davon ein erstes Faksimile im Greifenverlag heraus. Melchior Bauer jedoch verließ 1770 seinen Heimatort Lehnitzsch mit unbekanntem Ziel.
Bauers Konstruktion gehört zusammen mit dem um 1716 vom schwedischen Gelehrten Emanuel Swedenborg entworfenen Gleitflugzeug zu den zwei beachtenswerten schriftlich niedergelegten Flugzeug-Projekten des 18. Jahrhunderts, in denen die Urheber bewusst vom Schwingenflug abgingen und starre Tragflächen für die Auftriebsbildung vorschlugen. Ohne die Fluggeschichte beeinflussen zu können, entwickelte Bauer, der keinerlei Vorbildung auf diesem Gebiet besaß, schon 125 Jahre vor Otto Lilienthal Techniken, welche heute zu Grundkomponenten moderner Flugzeuge geworden sind (starre V-förmige Flügel). Er vereinte als erster das Drachen- mit dem Motorenprinzip.